# إينسلي روبنسون
إينسلي روبنسون هو فنان قتال مختلط كندي، ولد في 6 ديسمبر 1971 في أوشاوا في كندا.

## وصلات خارجية
- إينسلي روبنسون على موقع بيلاتور (الإنجليزية)
- إينسلي روبنسون على موقع شيردوغ (الإنجليزية)
- إينسلي روبنسون على موقع قاعدة بيانات المصارعة الدولية (الإنجليزية)
- إينسلي روبنسون على موقع أوليمبيديا (الإنجليزية)
- إينسلي روبنسون على موقع IMDb (الإنجليزية)